# Józef Friedman
Józef Friedman (ur. ?, zm. 1913) – rabin, cadyk, uczeń cadyków sadogórskich. 
Syn rabbiego Cwi Hirsza z Rymanowa, wnuk Judy Lejba.
Zmarł w Rymanowie, gdzie 2 maja 1913 został pochowany na miejscowym cmentarzu żydowskim.